# Хронотерапія
Хронотерапія (від грец. «Χρόνος» — час + «θεραπεία» — лікування) — лікування (терапія), спрямоване на відновлення здоров'я організму з урахуванням особливостей зміни його тимчасової структури і хронофармакології ліків, шляхом зниження разових, добових та курсових доз фармакологічних препаратів, зменшення виразності побічних явищ.

## Історія виникнення
Вперше хронотерапія (лікування, синхронізоване з режимом роботи організму) була застосована в 1960-х роках, коли лікарі почали призначати хворим ранкові дози стероїдів, щоб зменшити ранкові загострення ревматичного артриту. У здорових людей щодня саме в цей час доби організм сам починає виробляти підвищену кількість стероїдів.
У середині 1980-х років дослідники виявили зв'язок між підйомами і спадами в роботі організму і рівнем холестерину, виразкою та астмою. Наприклад, виробництво холестерину та інших кров'яних жирів посилюється ввечері, тому пацієнтам рекомендується приймати прописані їм ліки в обідній час. Кожен, хто страждав від нічного нападу печії, може підтвердити, що виділення шлункової кислоти також посилюється ввечері. Тому противиразкові ліки, які знижують рівень вироблення кислоти, будуть діяти ефективніше, якщо їх прийняти саме в цей час.

## Методика лікування
При проведенні хронотерапії використовуються наступні методи:
- імітаційний (наслідувальний);
- превентивний (попереджувальний).

Так, у першому випадку рекомендується проводити хронотерапію ґрунтуючись на введенні лікарських препаратів в певні інтервали часу, в які настають зміни концентрації тих або інших речовин в крові і тканинах відповідно до характерних для здорового індивідуума біоритмів. Часто цей метод використовується при хронотерапії різними гормональними препаратами.
Метод превентивної хронотерапії заснований на обліку фармакодинаміки лікарського препарату, а також часу настання акрофази (часу максимального значення) добових змін тих функціональних показників, на які безпосередньо впливає даний препарат. Еффективність превентивної хронотерапії переконливо продемонстрована в роботах Р. М. Заславської при лікуванні хворих з ішемічною хворобою серця (ІХС), есенціальною гіпертонією, стенокардією.
Для кожного хворого проводиться дослідження добових ритмів за основними фізіологічними параметрами. Тут враховується чистота серцевих ритмів і дихання, артеріальний тиск, температура тіла, яку вимірюють по декілька разів на день впродовж трьох днів. Цей метод застосовується до хвори[ з хронічними захворюваннями.
Наприклад, знаючи ритм змін кров'яного тиску у хворого гіпертонічною хворобою, можна максимально підібрати час, коли організм найбільш потребує отримання ліків. І це не завжди збігається з традиційним прийомом препаратів.
На п'яту годину ранку, в шість разів підвищується концентрація кортизону в організмі, в порівнянні з денним вмістом. Тому фахівці, знайомі з хронобіологією, зважаючи на природне виділення гормонів, рекомендують основний прийом лікарських препаратів робити в уранішній час.